# GZMM
GZMM‏ (Granzyme M) هوَ بروتين يُشَفر بواسطة جين GZMM في الإنسان.